# Смоляренко, Даниил Абрамович
Даниил Абрамович Смоляре́нко (1905 — 1978) — советский металлург.

## Биография
В 1940—1950-х годах начальник производственного отдела МЧМ СССР. В 1960-х годах член Центрального правления НТО черной металлургии.
Доктор технических наук (1973). Доцент (1966), профессор МИСиС (1974)

## Книги
- Качество углеродистой стали [Текст] : научное издание / Д. А. Смоляренко. — М. : Металлургиздат, 1961. — 244 с. : граф.
- Качество углеродистой стали [Текст] / Д. А. Смоляренко. — Москва : Металлургия, 1977. — 272 с. : граф.

## Награды и премии
- Сталинская премия второй степени (1950) — за коренные усовершенствования управления производством и технологии на КМК имени И. В. Сталина, обеспечившие высокую производительность и экономичную работу